# Wilna Tarasiwka
Wilna Tarasiwka (ukr. Вільна Тарасівка) – wieś na Ukrainie, w obwodzie kijowskim, w rejonie białocerkiewskim, w hromadzie Biała Cerkiew. Liczy 511 mieszkańców.